# دریاچه ینی‌شهر
دریاچه ینی‌شهر (ترکی استانبولی: Yenişehir Gölü) یک دریاچه در استان ختای کشور ترکیه است.